# Mai Phương Thúy

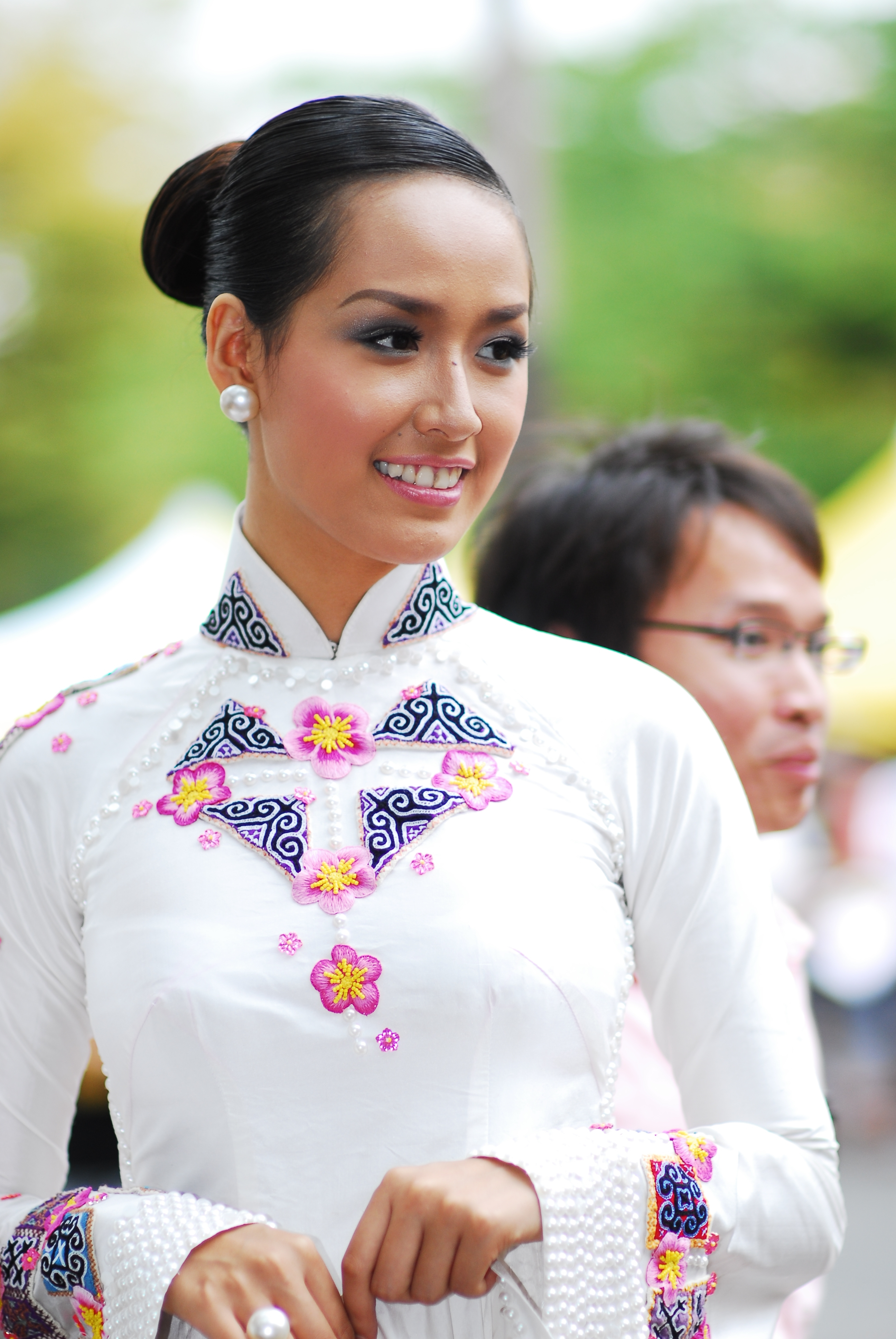
Mai Phương Thúy (2008)

Mai Phương Thúy (* 6. August 1988 in Hanoi) ist ein vietnamesisches Model und Miss Vietnam 2006.
Sie wuchs in Hanoi auf und studiert an der Universität mit dem Ziel Geschäftsfrau zu werden. Bei der Miss-Wahl am 27. August 2006 wurde sie im Alter von 18 zur Miss Vietnam gekrönt. Nach ihrer Krönung erhielt sie ein Stipendium. 
Sie trat bei der 56. Miss World Wahl 2006 in Warschau an, wo sie unter die Top 17 kam.